# Дулькуг
Ду́ку, Дулькуг (шум. «священный холм») — дворец богов в шумеро-аккадской мифологии. Локализовался, предположительно, на восточной окраине Вавилонии и соответственно на небесах, в «небесной Вавилонии»; в нововавилонских текстах — также место в главном храме Мардука Эсагиле (в Вавилоне), где бог «определял судьбу» В шумерских текстах он именуется «покоями творения» и фигурирует в рассказе о сотворении людей. В Дулькуге были созданы бог скота Лахар и его сестра, богиня зерна Ашнан. Из Дулькуга Лахар и Ашнан были отправлены на землю, чтобы обеспечивать богов едой. Как выяснилось, их кушанья оказались непригодны для божественного стола, но съедобны для людей.